# 다이토곶

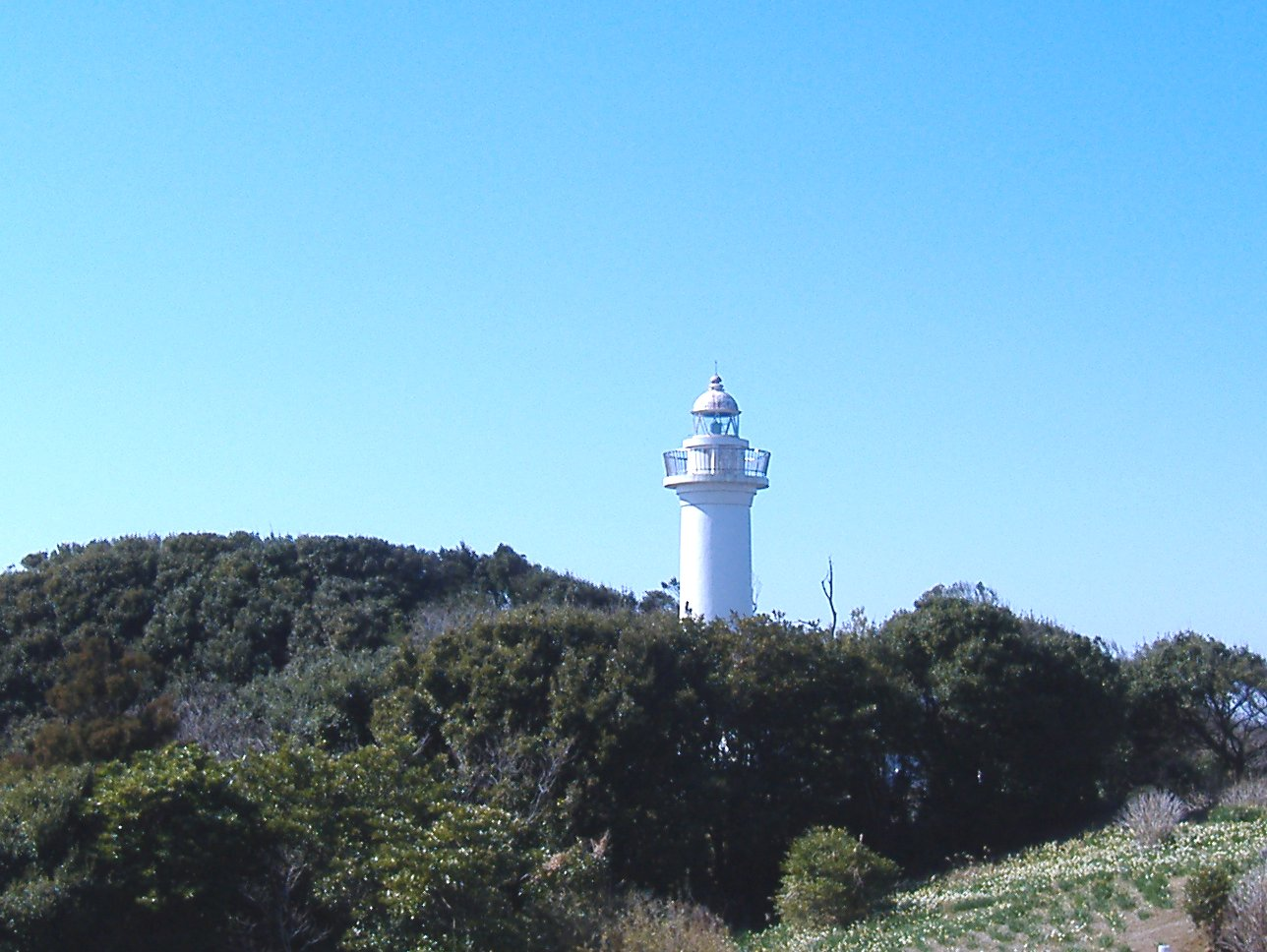
다이토 등대의 모습.

다이토 곶(일본어: 太東岬, たいとうみさき 다이토 미사키[*])은 일본 지바현 이스미시에 있는 곶이다. 혼슈 섬 구주쿠리 해안의 남쪽에 위치해 있다. 높이는 약 60m로, 태평양까지는 절벽으로 이어져 있다. 교부 곶과 가까우며, 남쪽으로는 이스미 강의 하구가 있다. 에도 시대 중반기인 18세기에 있었던 겐로쿠 대지진으로 지금과 같은 곶이 생겼다. 제2차 세계 대전 때는 일본 제국군의 기지로 쓰였지만 전쟁이 끝난 뒤 철거했으며, 지금은 곶 한구석에 "다이토 등대"가 있다.
JR 동일본 소토보 선 다이토 역에서는 약 4km 정도 떨어져 있다. 걸어서 45분 정도가 걸린다. 자가용으로는 국도 128호선에서 등대 방면으로 갈라지는 샛길을 이용해 주차장으로 들어올 수 있다. 단, 길이 좁기 때문에 중형차 이상으로 큰 차들은 주차장을 이용할 수 없다.

## 참조
1. ↑  《Taitō-misaki》. 《Nihon kokugo daijiten (日本国語大辞典=Large Dictionary of the Japanese Language)》 (일본어) (Tokyo: Netto Adobansusha). 2011. 2007년 8월 25일에 원본 문서에서 보존된 문서. 2011년 10월 31일에 확인함.